# NGC 1434
NGC 1434 è una lontana galassia lenticolare situata nella costellazione dell'Eridano, a una distanza di circa 478 milioni di anni luce dalla nostra Via Lattea.

## Scoperta
La galassia è stata scoperta nel 1886 dall'astronomo statunitense Frank Muller.